# Deniz Akkoyun
Deniz Akkoyun (Amersfoort, 5 novembre 1984) è una modella olandese, eletta Miss Paesi Bassi il 30 novembre 2008. Akkoyun è nata a cresciuta ad Amersfoort da genitori provenienti dalla Turchia.
Dopo il liceo, Deniz Akkoyun ha conseguito la laurea in giurisprudenza nel 2007 presso la Libera Università di Amsterdam. Al momento dell'incoronazione, la Akkoyun stava completando un Master in diritto penale e diritto dell'informazione presso l'Università di Amsterdam.
Nel 2010 ha recitato nel film olandese Gangsterboys del regista Paul Ruven. Nel film la Akkoyun interpreta una parte quasi autobiografica, in quanto ricopre il ruolo di Miss Paesi Bassi.